# Етоша (солончак)
Етоша или Етоша Пан, Етоша Пен (на английски: Etosha‎) е солончак в северната част на Намибия, лежащ в обширна безотточна падина, на 1065 m н.в., разположена в крайната северозападна част на падината Калахари. Дължината му от запад на изток е около 120 km, ширината до 60 km, а площта около 4 000 km². В сезона на дъждовете солончакът се покрива с плитък слой вода, а през сухите месеци – с дебела няколко десетки сантиметра солена кора. В миналото на мястото на солончака е имало езеро, подхранвано от водите на река Кунене, протичаща на около 200 km северозападно от него и вливаща се в Атлантическия океан. След построяването на язовирна стена в Ангола и увеличаването на сухотата на климата постепенно езерото се е превърнало в солончак поради прекратяване на притока в него на прясна вода. Цялата територия на солончака влиза в пределите на националния парк Етоша.